# Kroke
 (mars 2021).
Kroke est un groupe polonais de musiques du monde, originaire de Cracovie. Le nom du groupe est celui de la ville de Cracovie en yiddish. Le groupe est formé en 1992 par trois amis diplômés de l'académie de musique de Cracovie. Au départ liés à la musique klezmer, avec de fortes influences balkaniques, Le groupe s'inspire aujourd'hui des musiques ethniques, plus particulièrement d'Orient, notamment dans leur album Seventh Trip, combinés avec le jazz pour former leur son propre au style caractéristique. Le groupe ne s'interdit pas d'explorer d'autres formes musicales, y compris la musique classique.
Outre leurs propres albums, Kroke a également enregistré des albums avec des artistes tels que Nigel Kennedy, Edyta Geppert, Maja Sikorowska, Tindra. Une de leurs chansons, Le Secret de l'Arbre de Vie, figure sur la bande originale du film de David Lynch Inland Empire (2006).

## Histoire

### Débuts
La première production du groupe, en 1993, est la cassette Klezmer Accoustic Music. Lors des concerts promotionnels, le groupe a rencontré Steven Spielberg. Le résultat de la réunion a été le concert du groupe à Survivors Reunion à Jérusalem et lors de la première polonaise de La liste de Schindler.
En 1996, le groupe commence à travailler avec le label allemand Oriente Musik. Le premier disque publié la même année sera l'album Trio. En juillet 1997, à l’invitation de Peter Gabriel, le groupe se produit pour la première fois au festival WOMAD. La coopération avec le musicien aboutit à des enregistrements conjoints aux Real World Studios, dont Peter Gabriel a ensuite utilisé les fragments pour l'album Long Walk Home. La même année sort le second album du groupe Eden.
Les années suivantes se passent en tournées de concerts, au cours desquelles le groupe participe à d'importants festivals de musique européens, tels que le festival de musique folklorique d'Umea, en Suède, le festival de la ville de Londres, le festival de musique folklorique de Forde, Norvège, le North Sea Jazz Festival, Pays-Bas et d'autres. À cette époque, Live at the Pit (1998) et The Sounds of the Vanishing World (1999) sont édités. En 2000, The Sounds of the Vanishing World  a reçu le prix allemand de la critique de disques (Preis der deutschen Schallplattenkritik). Auparavant, la nomination pour ce prix avait été attribuée à Live at the Pit.

### Années 2000–2010

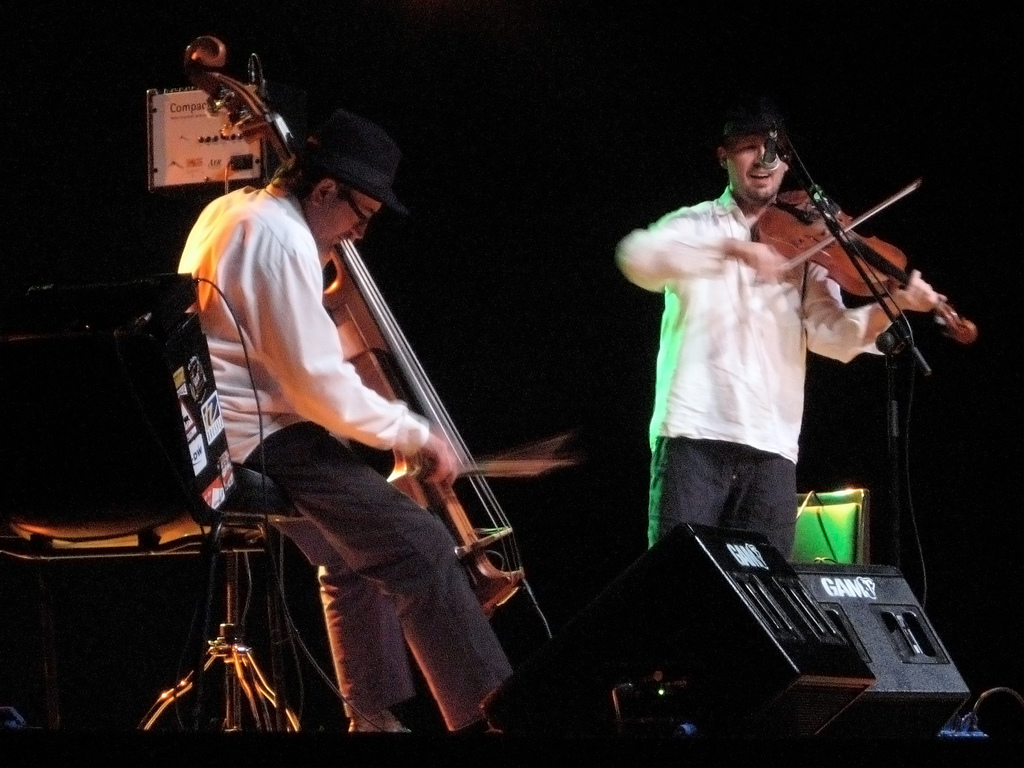
Kroke en concert à Mieres en Espagne en 2009.

L'année 2001 marque le début de la coopération avec le violoniste Nigel Kennedy. À la suite de cette coopération, sort l’album East Meets East en 2003. Cette même année, l'album Ten Pieces to Save the World est édité. Ten Pieces to Save the World, se classe deuxième sur la liste européenne des World Music Charts. En 2004, le groupe réapparaît au festival WOMAD avec Nigel Kennedy. La même année, il reçoit une nomination aux BBC Radio 3 Awards du World Music Award dans la catégorie Europe. Est édité l'album intitulé Quartet - Live at Home (avec Tomasz Grochot à la batterie, qu'il joue désormais avec le groupe pour plusieurs années).
Le groupe entame une coopération. avec Edyta Geppert, dont le fruit est l'album Śpiewam « życie » (2006). Simultanément un nouveau projet est conçu : Kroke - Symphonic avec l'orchestre Sinfonia Baltica dans des arrangements et sous la direction de Bohdan Jarmołowicz. En 2006, la chanson The Secret of the Life Tree de Kroke est incluse dans la bande originale du film de David Lynch Inland Empire. L'album suivant du groupe est Seventh Trip, paru en 2007. En 2008 et 2009 le groupe se produit en concerts en Pologne et en Europe. Le groupe conçoit un « projet de (musique de) chambre » avec des arrangements par Krzysztof Herdzin, dont la première a eu lieu en Espagne avec la participation de l'orchestre Sinfonica de Burgos dirigé par Javier Castro. Les éditions suivantes de ce projet ont été réalisées à Cracovie et à Saint-Pétersbourg avec l'accompagnement de Sinfonietta Cracovia sous la direction de Robert Kabara.
L’album Out of Sight paru en 2009 est une sorte de retour du groupe aux racines : les musiciens se produisent à nouveau en trio et les concerts prennent un caractère plus intime.
L'année 2010 marque le début de la coopération avec Maja Sikorowska, ainsi que des concerts avec le groupe norvégien Tindra et le violoniste espagnol Diego Galaz. Les événements spéciaux de cette année ont également été: la musique Kroke pour le film Tramwaj Wspomnień réalisé par Łukasz Czuja (le film a été tourné pour l'ouverture du musée Schindler Factory à Cracovie), la participation au Kennedy's Polish Week-end au Southbank Centre de Londres aux côtés de Nigel Kennedy. La même année, le groupe se produisit au festival Schleswig Holstein Musik en Allemagne et à la performance (littéralement) Ton Ange a pour nom Liberté dirigé par Robert Wilson à l'occasion du 30e anniversaire de la création de Solidarność à Gdańsk.
En janvier 2011, l'album Śpiewam życie d'Edyta Geppert et Kroke devient disque d'or. Le même mois, Kroke et Maja Sikorowska achève de travailler sur l'album Avra, qui contient douze chansons grecques. Le batteur Sławomir Berny participe au projet. En avril de la même année sort l'album Live in Førde enregistré lors d'un concert au Førde festival en juillet 2010 avec le trio Tindra. Le groupe composera et interprétera en 2014 la musique du film fantastique Kabaret śmierci du réalisateur polonais Andrzej Celiński.
En mars 2017, le trio Kroke fait éditer leur album Traveller. Cette même année sort un double album du meilleur du groupe (20 titres) à l'occasion de leur quart de siècle d'existence.

## Membres

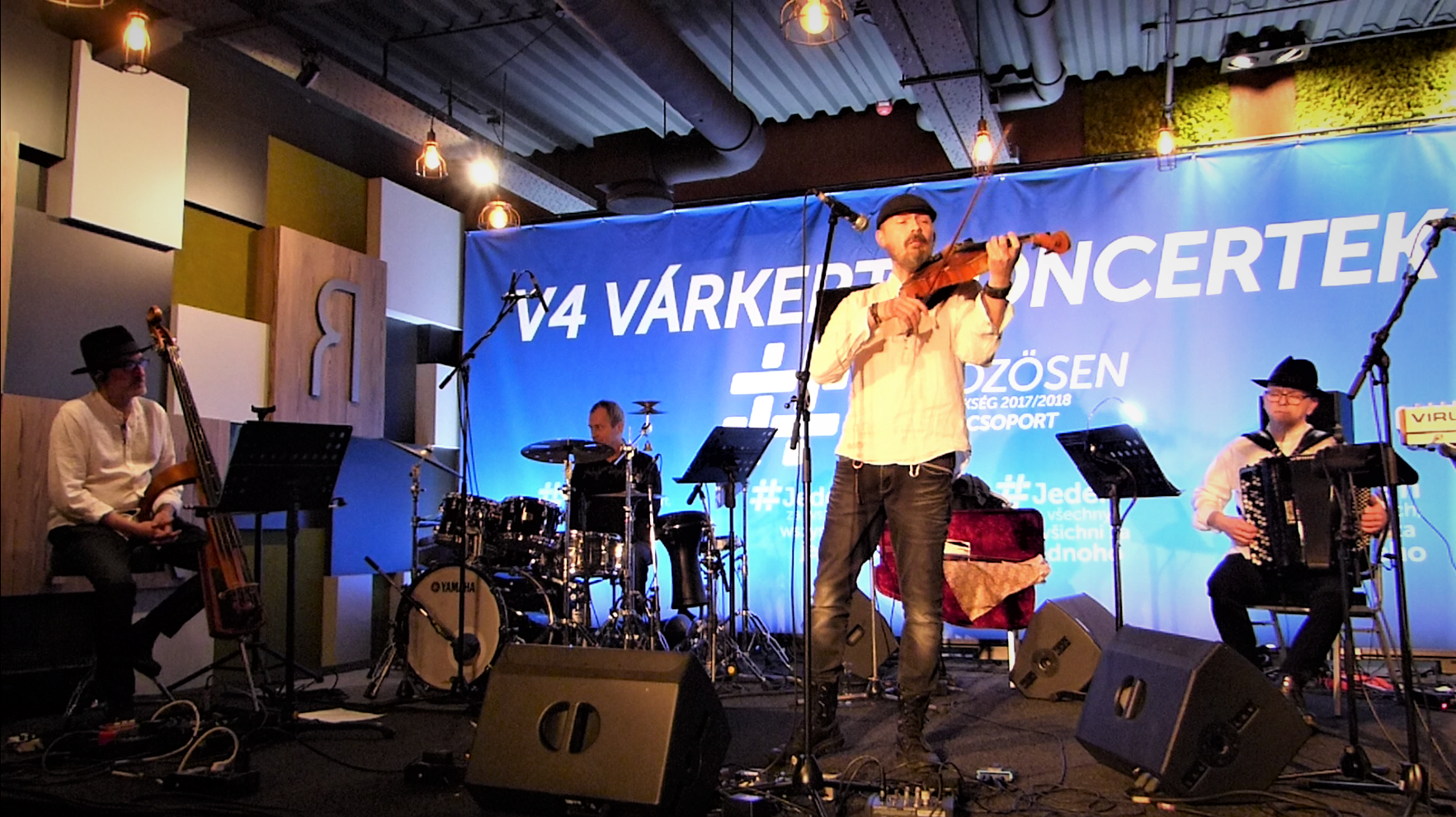
Kroke en décembre 2017 à Budapest

Tomasz Kukurba - violon, alto, chant, percussion
- Tomasz Lato - contrebasse
- Jerzy Bawoł - accordéon

Le groupe a collaboré en 1999 avec Dariusz Grela (chant, programmation de batterie, échantillonnage) sur son album Krakauer, pour la production de l'album Ten en tant que producteur. Une collaboration a été établie avec Tomasz Grochot (batterie, percussions) depuis 2004, sur trois albums au total.
Sur l'album East meets East et lors de concerts (également en 2009), Nigel Kennedy jouait du violon et du violon électrique avec Kroke. En 2007, une collaboration a eu lieu avec la chanteuse Edyta Geppert et le pianiste de jazz Krzysztof Herdzin.
Depuis l'album Out of Sight, Kroke se concentre à nouveau davantage sur la distribution originale du trio, où Grochot ne figurait plus pour la première fois dans la distribution.

## Discographie

### Albums studio
- 1993 : Klezmer Acoustic Music[6] cassette en auto-production, suivi du Trio Klezmer Acoustic Music (1995)[7] un compact disc édité par AMC
- 1996 : Trio (Oriente Musik)[8]
- 1997 : Eden (Oriente Musik)[9]
- 1999 : The Sounds of the Vanishing World (Oriente Musik 1999)[10]
- 1993 : Ten Pieces to Save the World (Oriente Musik)[11]
- 2007 : Seventh Trip (Oriente Musik)[12]
- 2009 : Out of Sight (Oriente Musik)[13]
- 2012 : Feelharmony (EMI 2012)[14] - disque d'or
- 2014 : Ten (Oriente)[15] - disque d'or - disque réédité en 2016[16]
- 2017 : Traveller (Universal Music Polska)[17],[18]
- 2017 : 25 The Best of (Oriente Music) - double album[19]

### Albums live
- 1998 : Live at The Pit (Oriente Musik)[20]
- 2004 : Quartet: Live at Home (Oriente Musik)[21]

### Albums collaboratifs
- 2003 : East Meets East – Nigel Kennedy et Kroke (EMI 2003) - disque d'or
- 2006 : Śpiewam życie – Edyta Geppert et Kroke (Agencja Artystyczna Edyta 2006) - disque d'or
- 2011 : Avra - Maja Sikorowska et Kroke (EMI Pologne 2011)
- 2011 : Live in Førde - Tindra et Kroke (Talik 2011)
- 2018 : Urna & Kroke (Urna Chahar-Tugchi / Uct 2018)[22]

### Bandes-son
- 2015 : Cabaret of Death (Oriente Music)